# Cyanoramphus cookii
Cyanoramphus cookii là một loài chim trong họ Psittacidae.